# Racionamento de energia
O racionamento de energia envolve principalmente medidas destinadas a forçar a conservação de energia como uma alternativa aos mecanismos de preços nos mercados de energia. Devido às suas consequências económicas, o racionamento de energia é usado como método de último recurso, geralmente em momentos de emergência, como durante uma crise energética.

## Formas
Exemplos de racionamento de energia incluem o racionamento de combustível e o uso de livros de racionamento ou cupons de racionamento para restringir o consumo pessoal. O racionamento de energia pode incluir penalidades como sobretaxas e desconexão do fornecimento de energia elétrica para aqueles que optarem por não reduzir a sua procura voluntariamente.
A redução de carga é uma forma comum de racionamento de energia usada quando os mercados de eletricidade não conseguem atender à procura, principalmente nos picos de procura. O fornecimento limitado de energia elétrica por centrais elétricas em períodos de seca ou após danos à infraestrutura pode levar as autoridades a implementar racionamento. O Brasil foi forçado a implementar racionamento de energia devido à seca em 2001. A redução da procura desta forma visa evitar cortes forçados de energia, que são mais perturbadores do que o racionamento.
As Cotas de Energia Negociáveis são um sistema de racionamento de energia projetado para permitir que as nações reduzam as suas emissões de gases de efeito de estufa, juntamente com o uso de petróleo, gás e carvão, e para garantir acesso justo à energia para todos.

## Problemas
Um problema com o racionamento de energia é o custo de criação de esquemas de racionamento. Outra crítica é que os programas de racionamento de energia são impraticáveis e enfrentam muitos problemas práticos, incluindo processos judiciais de consumidores. Devido ao desdém geral pelas restrições que interferem com as liberdades pessoais existentes, como as ecotaxas e o racionamento de carbono, o racionamento de energia não é favorecido pelos decisores políticos para mitigar o aquecimento global.

### Pico do petróleo
À medida que o petróleo se torna mais escasso devido à escassez, os países que têm moedas de reserva preferirão comprar petróleo em vez de racioná-lo. O Protocolo de Esgotamento do Petróleo é uma forma de racionamento de energia que foi desenvolvida por Richard Heinberg para garantir que o racionamento de preços não exclua os países mais pobres.